# Lista de embarcações ativas da Marinha do Chile
A lista de navios ativos da Marinha do Chile é uma lista dos navios que estão atualmente em serviço na Marinha do Chile. A Marinha possui várias unidades navais que lhe permitem oferecer ao Estado chileno uma potência naval e um serviço marítimo efetivo, para salvaguardar a soberania e integridade territorial, manter a segurança da nação e apoiar os interesses nacionais em qualquer lugar.

## Submarinos[2]
| N     | Nome              | Origem         | Classe               | Modelo              | Deslocamento                             | Comissionamento | Base Naval |
| ----- | ----------------- | -------------- | -------------------- | ------------------- | ---------------------------------------- | --------------- | ---------- |
| SS-22 | General O'Higgins | França/Espanha | Classe Scorpène      | Submarino de ataque | Superfície de 1.430 t / 1.570 t submerso | 2006            | Talcahuano |
| SS-23 | General Carrera   | França/Espanha | Classe Scorpène      | Submarino de ataque | Superfície de 1.430 t / 1.570 t submerso | 2005            | Talcahuano |
| SS-20 | Thomson           | Alemanha       | Classe IKL-209 -1300 | Submarino de ataque | 1.260 t de superfície / 1.390 t submerso | 1984            | Talcahuano |
| SS-21 | Simpson           | Alemanha       | Classe IKL-209 -1300 | Submarino de ataque | 1.260 t de superfície / 1.390 t submerso | 1984            | Talcahuano |

## Fragatas[2]
| N      | Nome                      | Origem      | Classe                        | Modelo                 | Deslocamento | Comissionamento | Base Naval |
| ------ | ------------------------- | ----------- | ----------------------------- | ---------------------- | ------------ | --------------- | ---------- |
| FF-19  | Almirante Willians        | Reino Unido | Tipo 22 Lote 2 (classe Boxer) | Multipropósito         | 4.900t       | 2003            | Valparaíso |
| FF-5   | Almirante Cochrane        | Reino Unido | Type 23                       | Fragata anti-submarina | 4.200 t      | 2006            | Valparaíso |
| FF-6   | Almirante Condell         | Reino Unido | Type 23                       | Fragata anti-submarina | 4.200 t      | 2008            | Valparaíso |
| FF-7   | Almirante Lynch           | Reino Unido | Type 23                       | Fragata anti-submarina | 4.200 t      | 2007            | Valparaíso |
| FFG-11 | Capitán Prat              | Austrália   | Classe Adelaide               | Fragata antiaérea      | 4.100 t      | 2020            | Valparaíso |
| FFG-14 | Almirante Latorre         | Austrália   | Classe Adelaide               | Fragata antiaérea      | 4.100 t      | 2020            | Valparaíso |
| FF-18  | Almirante Riveros         | Holanda     | Classe Karel Doorman          | Multipropósito         | 3.320 t      | 2005            | Valparaíso |
| FF-15  | Almirante Blanco Encalada | Holanda     | Classe Karel Doorman          | Multipropósito         | 3.320 t      | 2007            | Valparaíso |

## Barco de mísseis[2]
| N     | Nome    | Origem | Classe         | Modelo           | Deslocamento | Comissionamento | Base Naval   |
| ----- | ------- | ------ | -------------- | ---------------- | ------------ | --------------- | ------------ |
| LM-34 | Angamos | Israel | Classe Sa'ar 4 | Barco de mísseis | 450 t        | 1997            | Iquique      |
| LM-31 | Chipana | Israel | Classe Sa'ar 4 | Barco de mísseis | 450 t        | 1980            | Iquique      |
| LM-30 | Casma   | Israel | Classe Sa'ar 4 | Barco de mísseis | 450 t        | 1979            | Punta Arenas |